# بيرغر هالفورسن
بيرغر هالفورسن (بالنرويجية البوكمول: Birger Halvorsen)‏ هو واثب عالي نرويجي، ولد في 19 فبراير 1905، وتوفي في 7 سبتمبر 1976.

## وصلات خارجية
- بيرغر هالفورسن على موقع الاتحاد الدولي لألعاب القوى (الإنجليزية)